# Sanremo-Festival 1999
Die 49. Ausgabe des Festival della Canzone Italiana di Sanremo fand 1999 vom 23. bis zum 27. Februar im Teatro Ariston in Sanremo statt und wurde von Fabio Fazio mit Laetitia Casta und Renato Dulbecco moderiert.

## Ablauf

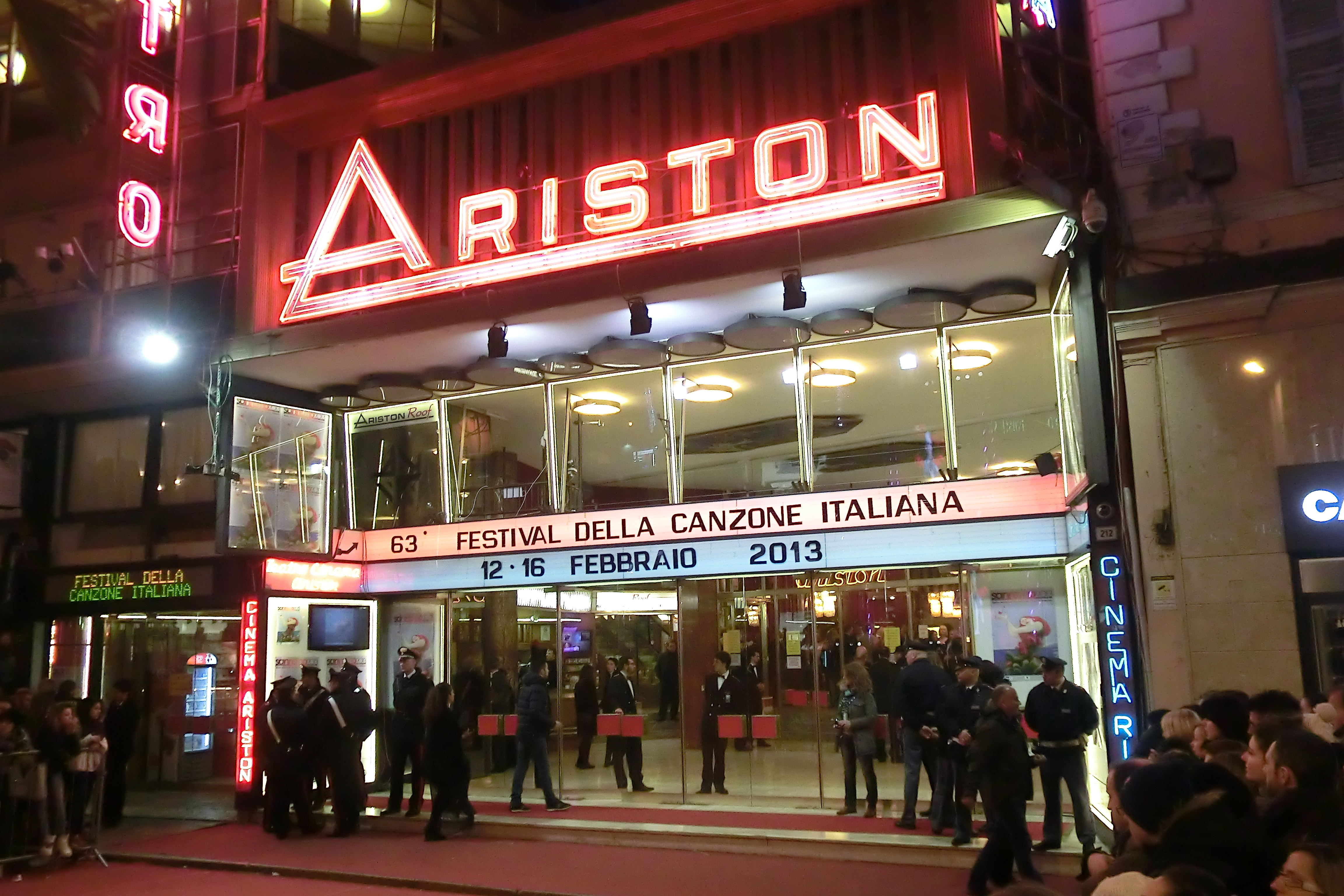
Das Ariston-Theater, Veranstaltungsort des Sanremo-Festivals

Nach der wenig erfolgreichen Ausgabe des Vorjahres betraute die Rai diesmal den beliebten Moderator Fabio Fazio mit der Moderation und der künstlerischen Leitung des Festivals (er war auch schon 1998 im Gespräch gewesen). An seiner Seite standen das Model Laetitia Casta und der Nobelpreisträger Renato Dulbecco. Die Vermischung von Newcomer- und Hauptkategorie wurde abgeschafft, wodurch die je 14 Teilnehmer wieder völlig voneinander getrennte Wettbewerbe bestritten. Außerdem erfuhr das Abstimmungssystem eine wesentliche Neuerung: Zu den üblichen Stimmen der demoskopischen Jurys kamen in den Finalabenden beider Kategorien auch die Stimmen einer Expertenjury (giuria di qualità), bestehend aus Ennio Morricone, Maurizio De Angelis, José Carreras, Amadeus, Umberto Bindi, Enrico Brizzi, Dario Salvatori, Toquinho, Carlo Verdone und Fernanda Pivano.
Die Favoritin des Wettbewerbs war Antonella Ruggiero mit dem Lied Non ti dimentico (Se non ci fossero le nuvole), nachdem sie im Vorjahr den zweiten Platz erreicht hatte. Auffällig war 1999 die Auswahl der Gäste: Fazio hatte so verschiedene Persönlichkeiten wie Buzz Aldrin und Neil Armstrong, Pierluigi Collina, Leslie Nielsen und Roger Moore, Carla Fracci oder Michail Gorbatschow eingeladen. Unter den musikalischen Gästen waren Cher, Blur, Ricky Martin, R.E.M., Mariah Carey, Alanis Morissette, Lenny Kravitz, Gianni Morandi, Ivano Fossati oder Riccardo Cocciante.
In der Newcomer-Kategorie konnte sich Alex Britti mit Oggi sono io den Sieg holen, der Kritikerpreis ging an die Band Quintorigo mit Rospo. Im Finale am Samstag musste sich Ruggiero schließlich Anna Oxa und dem Lied Senza pietà geschlagen geben, auf dem dritten Platz landete Mariella Nava mit Così è la vita. Den Kritikerpreis konnte sich Daniele Silvestri mit Aria sichern.

## Teilnehmende Beiträge

### Campioni
- Sieger

| Platzierung | Interpret                            | Lied                                           | Autoren                                           |
| ----------- | ------------------------------------ | ---------------------------------------------- | ------------------------------------------------- |
| 1           | Anna Oxa                             | Senza pietà                                    | Claudio Guidetti, Alberto Salerno                 |
| 2           | Antonella Ruggiero                   | Non ti dimentico (Se non ci fossero le nuvole) | Roberto Colombo, Antonella Ruggiero, Kaballà      |
| 3           | Mariella Nava                        | Così è la vita                                 | Mariella Nava                                     |
| 4           | Enzo Gragnaniello mit Ornella Vanoni | Alberi                                         | Enzo Gragnaniello                                 |
| 5           | Stadio                               | Lo zaino                                       | Vasco Rossi, Gaetano Curreri                      |
| 6           | Albano Carrisi                       | Ancora in volo                                 | Pino Marcucci, Albano Carrisi, Massimo Bizzarri   |
| 7           | Marina Rei                           | Un inverno da baciare                          | Marina Rei, Davide Pinelli                        |
| 8           | Nino D’Angelo                        | Senza giacca e cravatta                        | Nino D’Angelo, Carmine Tortora                    |
| 9           | Daniele Silvestri                    | Aria                                           | Daniele Silvestri                                 |
| 10          | Nada                                 | Guardami negli occhi                           | Nada                                              |
| 11          | Eugenio Finardi                      | Amami Lara                                     | Eugenio Finardi, Fabrizio Consoli, Edoardo Bechis |
| 12          | Gatto Panceri                        | Dove dov’è                                     | Gatto Panceri                                     |
| 13          | Gianluca Grignani                    | Il giorno perfetto                             | Gianluca Grignani                                 |
| 14          | Massimo Di Cataldo                   | Come sei bella                                 | Massimo Di Cataldo                                |

### Giovani
- Sieger

| Platzierung | Interpret        | Lied                             | Autoren                                                                    |
| ----------- | ---------------- | -------------------------------- | -------------------------------------------------------------------------- |
| 1           | Alex Britti      | Oggi sono io                     | Alex Britti                                                                |
| 2           | Filippa Giordano | Un giorno in più                 | Vincenzo Di Toma, Steve Galante, Adelio Cogliati                           |
| 3           | Leda Battisti    | Un fiume in piena                | Leda Battisti                                                              |
| 4           | Arianna          | C’è che ti amo                   | Valeriano Chiaravalle, Arianna                                             |
| 5           | Daniele Groff    | Adesso                           | Daniele Groff                                                              |
| 6           | Elena Cataneo    | Nessuno può fermare questo tempo | Stefano Cenci, Roberto Zappalorto                                          |
| 7           | Francesca Chiara | Ti amo che strano                | Mauro Spina, Tank Palamara, Francesca Chiara                               |
| 8           | Max Gazzè        | Una musica può fare              | Max Gazzè, Francesco Gazzè                                                 |
| 9           | Allegra          | Puoi fidarti di me               | Allegra Lusini                                                             |
| 10          | Soerba           | Noi non ci capiamo               | Gabriele D’Amora, Luca Urbani                                              |
| 11          | Quintorigo       | Rospo                            | John De Leo, Valentino Bianchi, Andrea Costa, Gionata Costa, Stefano Ricci |
| 12          | Boris            | Little Darling                   | Paolo Hollesch, Boris, Alessandro Baldinotti, Giulia Fasolino              |
| 13          | Dr. Livingstone  | Al centro del mondo              | Andrea Bove                                                                |
| 14          | Irene Lamedica   | Quando lei non c’è               | Steve Lucarelli, Roberto Baldi, Irene Lamedica                             |

## Erfolge
Sieben Festivalbeiträge stiegen anschließend in die Top 20 der italienischen Singlecharts ein. Am erfolgreichsten war dabei der Siegertitel der Newcomer-Kategorie.

| Jahr                                         | Titel Interpret                                                   | Höchstplatzierung, Gesamtwochen, AuszeichnungChartsChartplatzierungen (Jahr, Titel, Interpret, Platzierungen, Wochen, Auszeichnungen, Anmerkungen) | Anmerkungen        |
| Jahr                                         | Titel Interpret                                                   | IT | Anmerkungen        |
| -------------------------------------------- | ----------------------------------------------------------------- | --- | ------------------ |
| 1999                                         | Oggi sono io Alex Britti                                          | IT1 (13 Wo.)IT | Platz 1 (Newcomer) |
| 1999                                         | Un inverno da baciare Marina Rei                                  | IT6 (6 Wo.)IT | Platz 7            |
| 1999                                         | Senza pietà Anna Oxa                                              | IT10 (3 Wo.)IT | Platz 1            |
| 1999                                         | Una musica può fare Max Gazzè                                     | IT12 (3 Wo.)IT | Platz 8 (Newcomer) |
| 1999                                         | Lo zaino Stadio                                                   | IT14 (1 Wo.)IT | Platz 5            |
| 1999                                         | Non ti dimentico (Se non ci fossero le nuvole) Antonella Ruggiero | IT16 (1 Wo.)IT | Platz 2            |
| 1999                                         | Come sei bella Massimo Cataldo                                    | IT20 (1 Wo.)IT | Platz 14           |
| Weitere Charterfolge aus dem Festivalumfeld: |                                                                   | |                    |
|                                              |                                                                   | |                    |
| 1999                                         | Tender Blur                                                       | IT3 (10 Wo.)IT | Gastbeitrag        |
| 1999                                         | I Still Believe Mariah Carey                                      | IT14 (2 Wo.)IT | Gastbeitrag        |
| 1999                                         | Joining You Alanis Morissette                                     | IT16 (4 Wo.)IT | Gastbeitrag        |

## Belege
1. ↑  Eddy Anselmi: Il Festival di Sanremo: 70 anni di storie, canzoni, cantanti e serate. DeAgostini, Mailand, ISBN 978-88-511-7661-7, S. 388 f.
2. ↑  Eddy Anselmi: Il Festival di Sanremo: 70 anni di storie, canzoni, cantanti e serate. DeAgostini, Mailand, ISBN 978-88-511-7661-7, S. 653.
3. ↑  Guido Racca & Chartitalia: Top 100 FIMI Singoli. Lulu, 2013.